# Șimocești
Șimocești falu Romániában, Fehér megyében. Közigazgatásilag Aranyosszohodol községhez tartozik.

## Fekvése
Pojén (Poiana) közelében fekvő település.

## Története
Şimoceşti korábban Pojén része volt. 1956 körül vált külön 146 lakossal. 1966-ban 103, 1977-ben 98, 1992-ben 68, 2002-ben pedig 45 román lakosa volt.